# A-105
A-105 (SA-10, Saturn-Apollo 10) byla orbitální mise nosné rakety Saturn I. Byla desátou a poslední misí rakety Saturn I. Náklad tvořila maketa velitelského a servisního modulu kosmické lodi Apollo a satelit Pegasus C.

## Cíle

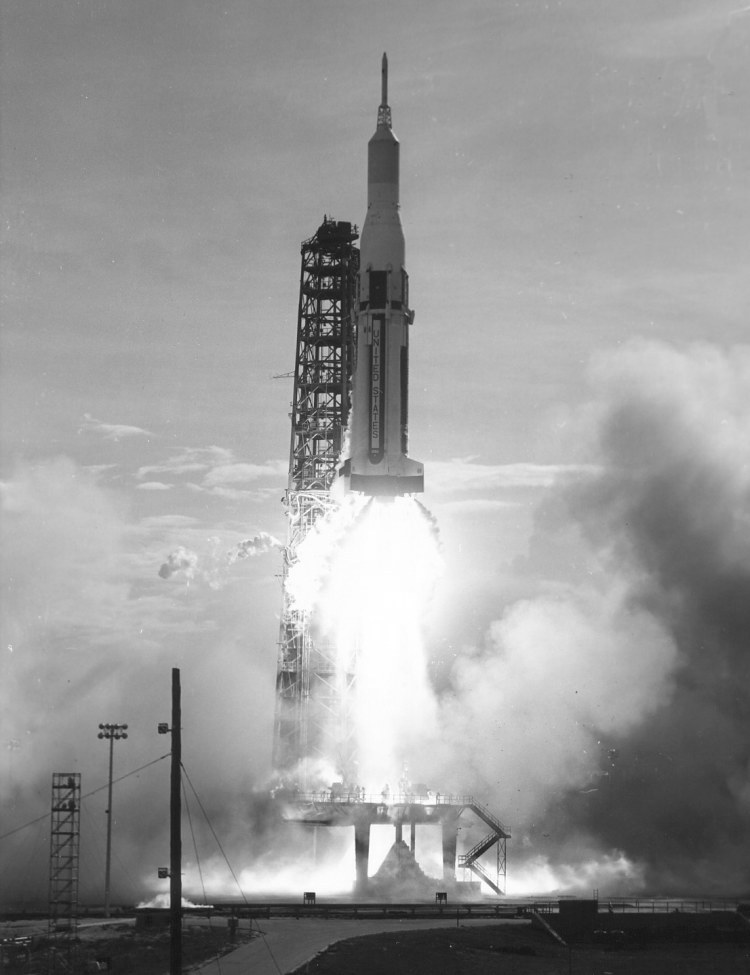
Start mise A-105

Průběh mise měl být stejný, jako při předchozích misích A-103 a A-104. Hlavní cíl byl opět doprava satelitu Pegasus, prověření naváděcího systému nosiče Saturn I a test vybavení pro budoucí lety s posádkou programu Apollo. Raketa Saturn I měla sériové číslo SA-10, maketa Apollo BP-9A a satelit měl označení Pegasus C (někdy Pegasus 3).

## Průběh letu
Start se konal 30. července 1965 ve 13:00 UTC na odpalovací rampě 37B na Cape Canaveral Air Force Station. Stejně jako při předchozí misi A-104, se ani tentokrát nevyskytly problémy a start byl záměrně zpožděn pouze o 30 minut, kvůli synchronizaci se startovacím oknem. Samotný start proběhl bez problémů a po přibližně jedenácti minutách byl náklad na oběžné dráze. Plánovaná životnost Pegasu C byla 720 dní. Přístroje satelitu byly vypnuty 4. srpna 1968 a o rok později vstoupil společně s prvním stupněm do atmosféry.